# Plecotus sacrimontis
Oreillard du Japon
Espèce
Statut de conservation UICN

 LC  : Préoccupation mineure
L’Oreillard du Japon (Plecotus sacrimontis) est une espèce de chauves-souris de la famille des Vespertilionidae.

## Répartition
Cette espèce est endémique des îles japonaises d'Hokkaidō, Honshū, Shikoku et Kyūshū, mais est aussi signalée des îles Kouriles.